# Lluís Dolsa i Ramon
Lluís Dolsa i Ramon (Vila-seca, 9 d'octubre 1850 – Barcelona, 1909) va ser un metge psiquiatre i regidor de Barcelona.
Fill de Tomàs Dolsa i Ricart, i d'Isabel Ramon i Serra. El seu pare, Tomàs Dolsa i Ricart, metge de prestigi, va ser pioner en el tractament de malalties mentals i fundador de l'Institut Frenopàtic de Les Corts l'any 1863.
Va treballar a la Fundació Dolsa, on va dur a terme una sèrie d'experiments psiquiàtrics, com ara l'estimulació intel·lectual dels malalts. En jubilar-se el seu pare, el va succeir com a director de la Fundació. És considerat un dels psiquiatres precursors de la socioteràpia moderna.
L'any 1903 fou admès a l'Acadèmia de Medicina de Barcelona amb el discurs Consciència individual i social.
Compaginà el seu treball de psiquiatre amb el càrrec de regidor de l'Ajuntament de Barcelona, ciutat on va morir l'any 1909.